# Cueto (Cuba)
Cueto es un municipio de la provincia de Holguín, Cuba, del cual es cabecera el poblado de igual nombre. Cueto es la tercera de las cuatro localidades cubanas que Compay Segundo menciona en su canción «Chan Chan», siendo las otras Alto Cedro, Marcané y Mayarí.

## Población
La población es de 31 552 habitantes, según cifras oficiales de 2018. Tiene una extensión de 329 km². y una densidad de población de 95,9 habitantes por kilómetro cuandrado. Limita al norte con los municipios de Banes y Mayarí, al este con Mayarí, al sur con la provincia de Santiago de Cuba y al oeste con los municipios de Urbano Noris y Báguanos.

## Historia
En su territorio se asentaron comunidades taínas, especialmente alrededor de la zona de Barajagua, donde se han encontrado piezas de cerámica.
Cueto nació en la primera década del siglo XX como El Tres de Jagüeyes. En 1912 cambia de nombre en reconocimiento al prominente abogado José Antolín del Cueto (1854-1929) quien ganó un litigio por tierras a favor del hacendado Andrés Duany y en contra de la compañía estadounidense Nipe Bay Company, subsidiaria de United Fruit Company. José Antolín del Cueto fue Presidente del Tribunal Supremo de Justicia de la República de Cuba. 
Creció considerablemente durante la primera parte del siglo XX, por ser el centro de una floreciente industria azucarera local y por su ventajosa posición en el cruce de la carretera que comunica el este de la antigua provincia de Oriente con la ciudad de Holguín y el ferrocarril desde el puerto de Antilla, en el norte, hasta la ciudad de Santiago de Cuba, en el sur.
Inmigrantes extranjeros, sobre todo españoles, libaneses, sirios y chinos se establecieron en el poblado creando una intensa actividad comercial.
Antes de 1959, en Cueto había varias escuelas, entre ellas una pública, dos privadas, una católica y otra protestante (bautista), asociaciones y fraternidades.
Con las confiscaciones e intervenciones después del triunfo de la Revolución de Fidel Castro y la consiguiente emigración de los antiguos comerciantes y sus familias, sobre todo a Estados Unidos, Cueto se transformó. 
En los años 1960 se construyó el barrio conocido como La Reforma Urbana, una urbanización alrededor de un parque, con casas de concreto, en contraste con las tradicionales de madera y techo de planchas metálicas. En los 1970 se construyó un nuevo barrio con edificios de estilo soviético, conocido como Las 108. Bloques de cuatro pisos sustituyeron a muchas de las antiguas casas de madera dentro del casco antiguo del pueblo (fotos en https://web.archive.org/web/20161011140958/http://www.panoramio.com/photo/5376379. 
Bajo el gobierno de Fidel Castro se construyeron escuelas primarias como la Abel Santamaría y la Rubén Vázquez y las secundarias Rubén Casaus Cruz y Arides Estévez. 
En el municipio de Cueto se encuentra el poblado de Birán, lugar de nacimiento de Fidel y Raúl Castro. La casa de la familia Castro es hoy un museo y mausoleo de la familia.
Cueto es mencionado en la canción Chan Chan del fallecido músico cubano Compay Segundo. El estribillo del son dice: «de Alto Cedro voy para Marcané, llego a Cueto, voy para Mayarí.»